# Teodemiro
Teodemiro (Pannonia, ... – 474) è stato un re ostrogoto dal 447 al 474, appartenente alla dinastia degli Amali.
Governò, dal 447 fino alla sua morte (474), assieme ai fratelli: Valamiro (morto nel 468/469) e Videmiro il Vecchio (morto nel 473). Fu vassallo di Attila. Nell'accampamento del re unno Teodemiro conobbe Erelieva, poi divenuta una delle sue concubine, dalla quale ebbe due figli: Amalafrida e Teodorico. Quest'ultimo gli succedette al trono.